# Bruno Lage
Bruno Miguel Silva do Nascimento (Setúbal, 12 mei 1976) is een Portugees voetbalcoach.

## Carrière
In 2019 promoveerde Bruno Lage van beloftecoach bij Benfica B tot hoofdcoach bij Benfica. In zijn eerste seizoen won hij de titel met Benfica en werd hij verkozen tot beste coach. Op 29 juni 2020 diende hij zijn ontslag in. Op 9 juni 2021 maakte Wolverhampton Wanderers de komst van Bruno Lage bekend. Hij was trainer tot oktober 2022 van de club uit Wolverhampton. Door zeer tegenvallende resultaten werd hij ontslagen en aanvankelijk opgevolgd door interim-trainer Steve Davis. Begin november nam Julen Lopetegui het stokje officieel over van Lage.
In juli 2023 tekende Lage bij Botafogo. Daar werd hij echter al snel ontslagen nadat hij acht wedstrijden op rij niet wist te winnen.
In september 2024 keerde hij terug bij Benfica als opvolger van de ontslagen Roger Schmidt.

## Persoonlijk
De jongere broer van Bruno, Luis Nascimento is ook actief als coach in de voetbalwereld. De zoon van Bruno Lage is vernoemd naar Jaime Graça
1 Trubin ·
3 Carreras ·
4 Silva ·
6 Bah ·
7 Amdouni ·
8 Aursnes ·
9 Cabral ·
10 Kökçü ·
11 Di María ·
14 Pavlidis ·
16 Neto ·
17 Aktürkoğlu ·
18 Barreiro ·
20 Mário ·
21 Schjelderup ·
23 Meïté ·
24 Soares ·
25 Prestianni ·
28 Kaboré ·
30 Otamendi ·
32 Benjamín Rollheiser ·
36 Leonardo ·
37 Beste ·
44 Araújo ·
47 Gouveia ·
61 Luís ·
81 Bajrami ·
84 Rêgo ·
85 Sanches ·
Coach: Lage